# Melrose (Minnesota)
Melrose è una città degli Stati Uniti d'America, situata in Minnesota, nella Contea di Stearns.
Qua è nato il manager di wrestling Paul Ellering.